# Bombando Brinque
" Bomband Brinque " es una canción de la cantante y presentadora Xuxa . El tema es el primer sencillo del álbum <i id="mwCw">Festa</i> . Fue lanzado para ser divulgado en la radio brasileña en 2005, para esto se envió en versión slipcase . El tema presenta elementos experimentales de electropop y dance-pop, fue escrito en 2005 por el cantante Carlinhos Brown y enviado a Xuxa ese mismo año para el proyecto XSPB 6 . En el año 2023 resurgió en redes sociales como Tiktok al ser considerado un proyecto precursor de la escena rave de los años 2020. E incluso comparando el tema con artistas tales como Bjork

## Pistas
| N.º  | Título             | Escritor(es)    | Duración |  |
| 1.   | «Bombando Brinque» | Carlinhos Brown |          |  |
| 3:12 |                    |                 |          |  |

Referencias
1. ↑  (2005) Créditos do álbum Bombando Brinque por Xuxa. Som Livre.

- Datos: Q25419789